# Chaetostoma branickii
Chaetostoma branickii es una especie de peces de la familia Loricariidae en el orden de los Siluriformes.

## Morfología
Los machos pueden llegar alcanzar los 13,5 cm de longitud total.

## Hábitat
Es un pez de agua dulce.

## Distribución geográfica
Se encuentra en el curso alto del río Chamaya, en la cuenca del río Marañon, en Perú.